# 築上町
築上町（ちくじょうまち）は、福岡県の北東部に位置する町。

## 地理
旧豊前国に属する。築上郡西部に位置する南北に広い町で行橋市と豊前市の中間に位置し、南は大分県と接している。
北部は京都平野が広がり、築城駅前や椎田駅前は市街地を成し、郊外には田園地帯が広がる。北は周防灘（瀬戸内海）に面し、南部は筑紫山地の山々が連なる。南部地域には谷が多く、その谷間を城井川、岩丸川、極楽寺川が流れており、椎田付近で城井川と合流して周防灘に注ぐ。また町内の八津田地区には航空自衛隊築城基地があり、湊地区の一部は干拓地となっている。

### 文化
豊前地方に伝わる豊前岩戸神楽の、大部分が赤幡（あかはた）の神楽講を祖とする。また、寒田（さわだ）神楽は赤幡の系統とは異なる。明治時代までは現役の山伏・修験僧が存在した。

### 経済圏・生活圏
隣接する行橋市との関係が深く、行橋市の小規模経済圏に属している。市外局番は「0930」で行橋市、京都郡（苅田町の一部を除く）と同一である。北九州市中心部まで30km圏内に位置するため、北九州市への通勤圏内であり、2000年国勢調査では旧椎田町、築城町ともに北九州都市圏の10％通勤圏に属す。
また、旧築上郡である豊前市との関係も深く、町内を管轄している警察署・消防署・医師会などは豊前市に所在している。大分県中津市との関係は町域が築上郡西端に位置するため、豊前市・築上郡東部ほど深くはないが、この方面への通勤通学者もいる。

### 山地
- 国見山
- 求菩提山（豊前市と接する）

### 河川
- 二級河川
  - 城井川
  - 岩丸川
  - 極楽寺川

### 市外局番
- 町内全域「0930」（行橋MA）
  - 旧椎田町「0930-56-XXXX」
  - 旧築城町「0930-52-XXXX」または「0930-54-XXXX」

※ただし、一部では異なる所もある。

### 郵便番号
町内全域「829-XXXX」

### 地名
旧椎田町
- 臼田
- 椎田
- 高塚
- 湊
- 山本
- 岩丸（旧葛城村）
- 越路（旧葛城村）
- 極楽寺（旧葛城村）
- 坂本（旧葛城村）
- 奈古（旧葛城村）
- 日奈古（旧葛城村）
- 水原（旧葛城村）
- 上り松（旧西角田村）
- 有安（旧西角田村）
- 石堂（旧西角田村）
- 上ノ河内（旧西角田村）
- 小原（旧西角田村）
- 真如寺（旧西角田村）
- 宇留津（旧八津田村）
- 西八田（旧八津田村）
- 東八田（旧八津田村）

旧築城町
- 小山田（旧築城村）
- 上別府（旧築城村）
- 下別府（旧築城村）
- 築城（旧築城村）
- 広末（旧築城村）
- 船迫（旧築城村）
- 弓の師（旧築城村）
- 櫟原（旧上城井村）
- 寒田（旧上城井村）
- 伝法寺（旧上城井村）
- 本庄（旧上城井村）
- 松丸（旧上城井村）
- 赤幡（旧下城井村）
- 上香楽（旧下城井村）
- 上深野（旧下城井村）
- 袈裟丸（旧下城井村）
- 下香楽（旧下城井村）
- 下深野（旧下城井村）
- 安武（旧下城井村）
- 西八田・東八田（1955年、椎田町の一部を編入し発足。翌年、東築城になり消滅。）
- 東築城（1956年、東八田・西八田・築城・下別府から発足）

### 隣接する自治体
- 福岡県
  - 行橋市
  - 豊前市
  - 京都郡
    - みやこ町

- 大分県
  - 中津市

## 歴史
- 豊前市と隣接する求菩提山は修験道の霊山として、古くから山岳信仰が行われていた。この山岳信仰は1868年の神仏分離令により禁止されるまで行われていた。
- 行橋と豊前市八屋の中間に位置する椎田は江戸時代には中津街道（国道10号）の宿場町として発展した。
- 中世期、城井谷地域一帯を宇都宮氏が土着して支配し、「城井氏」として領民に慕われた。最後の領主だった鎮房は黒田官兵衛が豊前六郡の領主となった際にこれに反発、一族もろとも滅ぼされた。このため黒田氏に対する町民の反発は根強く、NHKが2014年に大河ドラマ『軍師官兵衛』を放送した際には、「反黒田」感情から城井氏を前面に押し出した観光PRを繰り広げた。

### 近現代

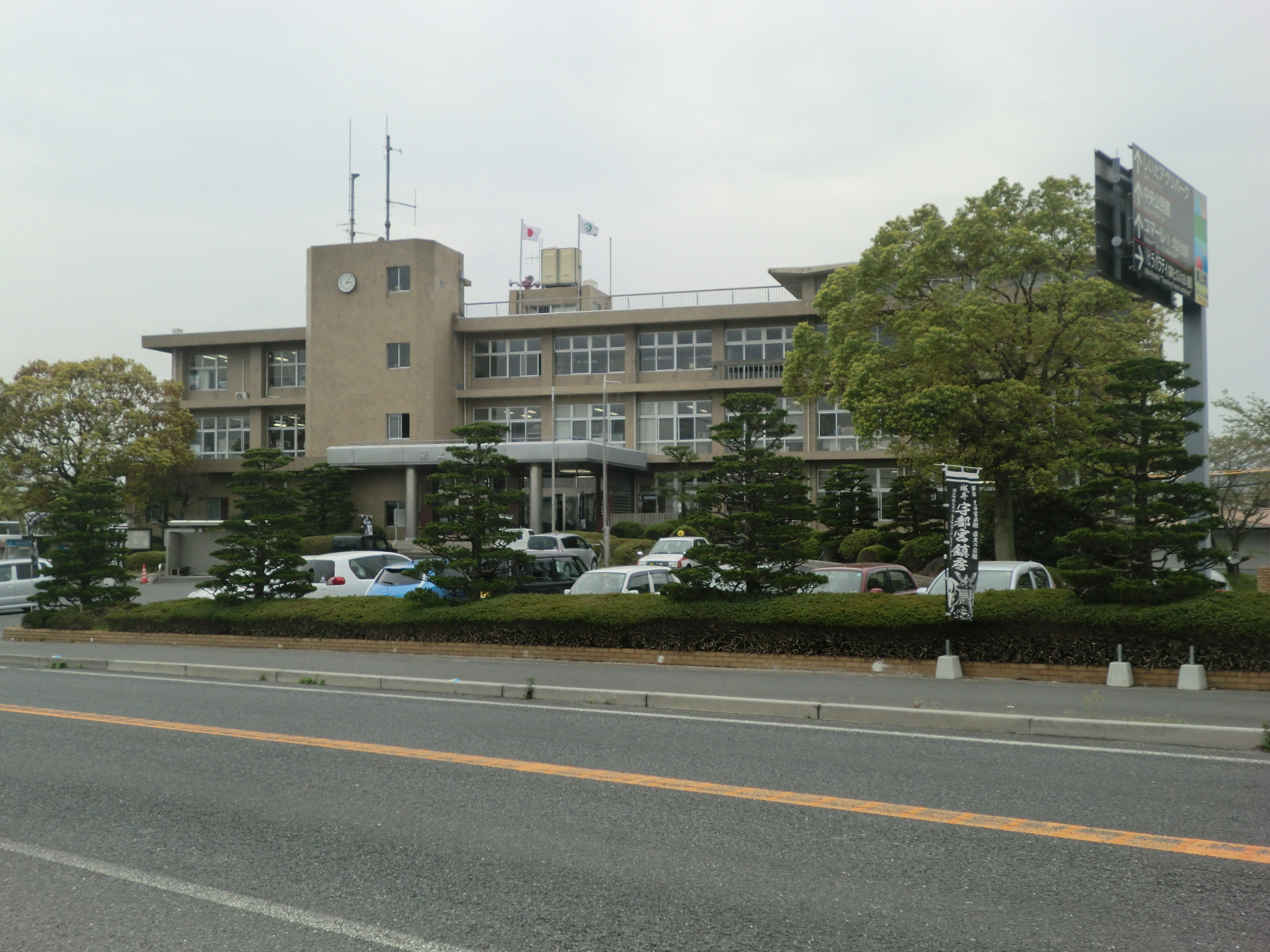
旧築上町役場

- 1889年4月1日 - 町村制度施行により、現在の町域にあたる以下の町が発足。
  - 築城郡椎田村・西角田村・葛城村・八津田村・築城村・上城井村・下城井村
- 1896年2月26日 - 郡制施行により、築上郡が発足。
- 1897年9月25日 - 豊州鉄道椎田駅が開駅。
- 1898年9月2日 - 【町制施行】椎田村→椎田町
- 1933年6月19日 - 日豊本線築城駅が開駅。
- 1942年 - 大日本帝国海軍航空隊築城飛行場（築城基地）が建設される。
- 1955年1月1日 - 【新設合併】椎田町・八津田村・葛城村・西角田村→椎田町（新町制）
- 1955年4月1日 - 【新設合併】築城村・上城井村・下城井村→築城町
- 2006年1月10日 - 椎田町・築城町が新設合併し築上町発足。
- 2021年1月12日 - 町役場新庁舎業務開始[1]。

### 町名の由来
町名は郡名「築上郡」に由来する。しかし「築上郡」は1896年に「築城郡」と「上毛郡」が合併してできた郡であり、「築城」＋「上毛」の頭文字を合成した名前である。築上町の区域は旧築城郡であり、旧上毛郡は含まれない。

### 平成の大合併
当初、行橋市と京都郡犀川町・勝山町・豊津町を含む6市町で法定合併協議会を設けて協議してきたが、築城町の離脱で破談となり、その後豊前市と旧椎田町・旧築城町で法定合併協議会を設置して協議したが、旧椎田町での住民投票の結果、反対多数となりこれも破談となった。そして、合併特例法の期限が迫る中、急遽2町だけで法定合併協議会を設置し、合併に漕ぎ着けた。
結果的に2町での合併で落ち着いたが、町内には主に2つの合併を望む声がある。
1. 行橋市との合併
築上町は生活面等で行橋市との結び付きが強く、行橋市との合併を望む意見がある。この枠組みは2001年から協議を始め2003年に行橋市と京都郡3町で法定合併協議会を設置し、協議されたが2003年11月に旧築城町が離脱を表明してこの枠組みでの合併は破綻した。しかし旧椎田町では行橋市との合併に賛成派が多かったため椎田町民からは反発の声が上がり、議会でも豊前市との合併案に反対意見が上がり議会は幾度も紛糾した。現在でも旧椎田町内には行橋市との合併を望む意見が強いとみられる。
2. 豊前市との合併
築上町は築上郡に属しており、その中心都市である豊前市との合併を望む意見がある。これは町内を管轄にしている警察、消防等は豊前市にあり、医師会やJAにも同じ事が言える。この枠組みは2004年10月に豊前市との法定合併協議会を設置して協議されたが、翌年2月に椎田町で行われた住民投票で反対多数となったためこの枠組みも破綻した。しかし、現在でもこの枠組みで再度合併を望む住民も多い。

この他にも、単独町政を望む意見や京築地域での広域合併、更には北九州市を含めた合併を望む意見がある。

### 歴代町長
| 代   | 氏名     | 就任年月日    | 退任年月日    | 備考                         |
| ---- | -------- | ------------- | ------------- | ---------------------------- |
| －   | 八野紘海 | 2006年1月10日 | 2006年2月12日 | 町長職務執行者。旧椎田町助役 |
| 初-4 | 新川久三 | 2006年2月12日 |               |                              |

## 行政

### 町長
- 新川久三（4期目）
- 任期：2022年2月11日

### 町議会
- 定数：14人
- 任期：2023年7月31日

### 役場支所
- 築上町　役場本庁（築上町大字椎田891-2）
  - 電話番号：0930-56-0300
- 築上町　築城支所（築上町築城1096）
  - 電話番号：0930-52-0023

本庁が椎田地区に建設されたことにより、役場業務の大半を本庁にて行っている。また、令和3年6月30日をもって、築城支所で行われていた証明書（戸籍、住民票、税証明の一部発行）の発行業務を終了した。令和3年7月1日以降は本庁（住民生活課総合窓口係）管轄となっている。
現在の築城支所は、保健センターチアフルついきと共用されており、2023年に図書館建設計画が発表された。

### 警察
- 福岡県警察豊前警察署（豊前市）
  - 椎田交番（築上町大字椎田966-16）
  - 築城駅前交番（築上町大字東築城329）
  - 本庄駐在所（築上町大字本庄1847）

### 消防
- 京築広域圏消防本部
  - 豊前消防署（豊前市）
    - 西部分署（築上町大字築城1431-1）

### 公共施設
文化・教育施設
- 築上町文化会館コマーレ（築上町大字椎田962-8）
- 築上町図書館（コマーレ内）
- 築上町築城図書館（築上町大字築城251）

福祉施設
- 築上町児童館（築上町大字湊1280-1）
- 築上町保健センター（築上町大字築城1096）
- 自愛の家（築上町大字椎田867-1）
- 築上町築城社会福祉センター（築上町大字上別府73）

スポーツ施設
- サンスポーツランド浜の宮
  - 築上町椎田体育館（築上町大字高塚787-2）
  - 築上町武道館（築上町大字高塚788-1）
  - 浜の宮グラウンド（築上町大字高塚787-1）
- 椎田海洋センタープール（築上町大字高塚1103）
- 築上町築城体育館（築上町大字安武1356-6）
- 築城グラウンド（築上町大字弓の師624-1）
- 日奈古グラウンド（築上町大字日奈古200） - 2016年閉場。跡地はジョイフルが取得し、工場・配送センターが2018年に大分市から移転した。2019年には研修施設も設置された。
- 築城海洋センタープール（築上町大字安武1356-6）

### 在日米軍再編問題について
行橋市と隣接する航空自衛隊築城基地の関わる問題は旧椎田町・旧築城町の時代からあった。近年は在日米軍再編により米軍の航空機訓練を行う事が合意された事により、町民からは騒音、治安の悪化等の理由で反対意見が上がり、近隣の行橋市、みやこ町も航空機訓練の受け入れを反対していた。しかし、2006年7月に築上町長、行橋市長は訓練を容認する意向を示したため、町民からは賛否両論の意見が上がっている。その後、みやこ町も受け入れを容認する見解を出した。
しかし、町議会では反対派議員との対立があったが、2007年3月5日から8日にかけて米軍による訓練が受け入れ後初めて行われた。

### 選挙区
- 衆議院：福岡県第11区
- 福岡県議会：築上郡・豊前市選挙区

## 地域

### 人口
| |                                        |  |
| 築上町と全国の年齢別人口分布（2005年） | 築上町の年齢・男女別人口分布（2005年） |  |
| ■紫色 ― 築上町 ■緑色 ― 日本全国 | ■青色 ― 男性 ■赤色 ― 女性              |  |
| 築上町（に相当する地域）の人口の推移 \| 1970年（昭和45年） \| 24,894人 \| \| \| 1975年（昭和50年） \| 25,545人 \| \| \| 1980年（昭和55年） \| 25,699人 \| \| \| 1985年（昭和60年） \| 25,706人 \| \| \| 1990年（平成2年） \| 24,383人 \| \| \| 1995年（平成7年） \| 23,070人 \| \| \| 2000年（平成12年） \| 21,848人 \| \| \| 2005年（平成17年） \| 20,837人 \| \| \| 2010年（平成22年） \| 19,544人 \| \| \| 2015年（平成27年） \| 18,587人 \| \| \| 2020年（令和2年） \| 17,189人 \| \| |                                        |  |
| 総務省統計局 国勢調査より |                                        |  |
| 1970年（昭和45年） | 24,894人                               |  |
| 1975年（昭和50年） | 25,545人                               |  |
| 1980年（昭和55年） | 25,699人                               |  |
| 1985年（昭和60年） | 25,706人                               |  |
| 1990年（平成2年） | 24,383人                               |  |
| 1995年（平成7年） | 23,070人                               |  |
| 2000年（平成12年） | 21,848人                               |  |
| 2005年（平成17年） | 20,837人                               |  |
| 2010年（平成22年） | 19,544人                               |  |
| 2015年（平成27年） | 18,587人                               |  |
| 2020年（令和2年） | 17,189人                               |  |

### 教育

#### 高等学校
- 福岡県立築上西高等学校
  - 築上町立上城井分校（廃校）

#### 中学校
町立
- 椎田中学校
- 築城中学校
- 城井中学校（廃校）

#### 小学校
町立
- 椎田小学校
- 葛城小学校
- 八津田小学校
- 西角田小学校
- 小原小学校
- 築城小学校
- 下城井小学校
- 上城井小学校
- 小山田小学校（廃校）
- 船迫小学校（廃校）
- 寒田小学校（廃校）
- 岩丸小学校（廃校）

#### 特別支援学校
- 福岡県立築城養護学校

### 国防
- 防衛省航空自衛隊築城基地（行橋市と隣接するが、住所は築上町大字西八田）
- 防衛省航空自衛隊航空総隊西部航空方面隊第8航空団

## 産業

### 漁業
沿岸部の海岸ではアサリが有名である。3月～6月にかけては有料で潮干狩りを楽しむことが出来る。
- 椎田漁港
- 西八田漁港
- 八津田漁港
- 西角田漁港

### 特産品
- アサリ
- スイートコーン
- いちご
- レタス
- 寒田こんにゃく
- ヤーコン
- キクイモ

### 商業
行橋市と豊前市の中間に位置するため、商業地は椎田駅前と築城駅前に限定され、近年は国道10号沿いにディスカウント店、飲食店、コンビニエンスストアなどの進出が目立つ。かつては築城地区に寿屋築城店が出店していたが、2001年に撤退した。その後も行橋市などに進出したショッピングセンターの影響で町内の商業地は衰退している。
- ルミエール椎田店

## コミュニティエフエム放送局
- 東九州コミュニティ放送（スターコーンエフエム）周波数：76.7MHz

## 交通
- 最寄りの空港は北九州空港（北九州市・苅田町）。

### 鉄道

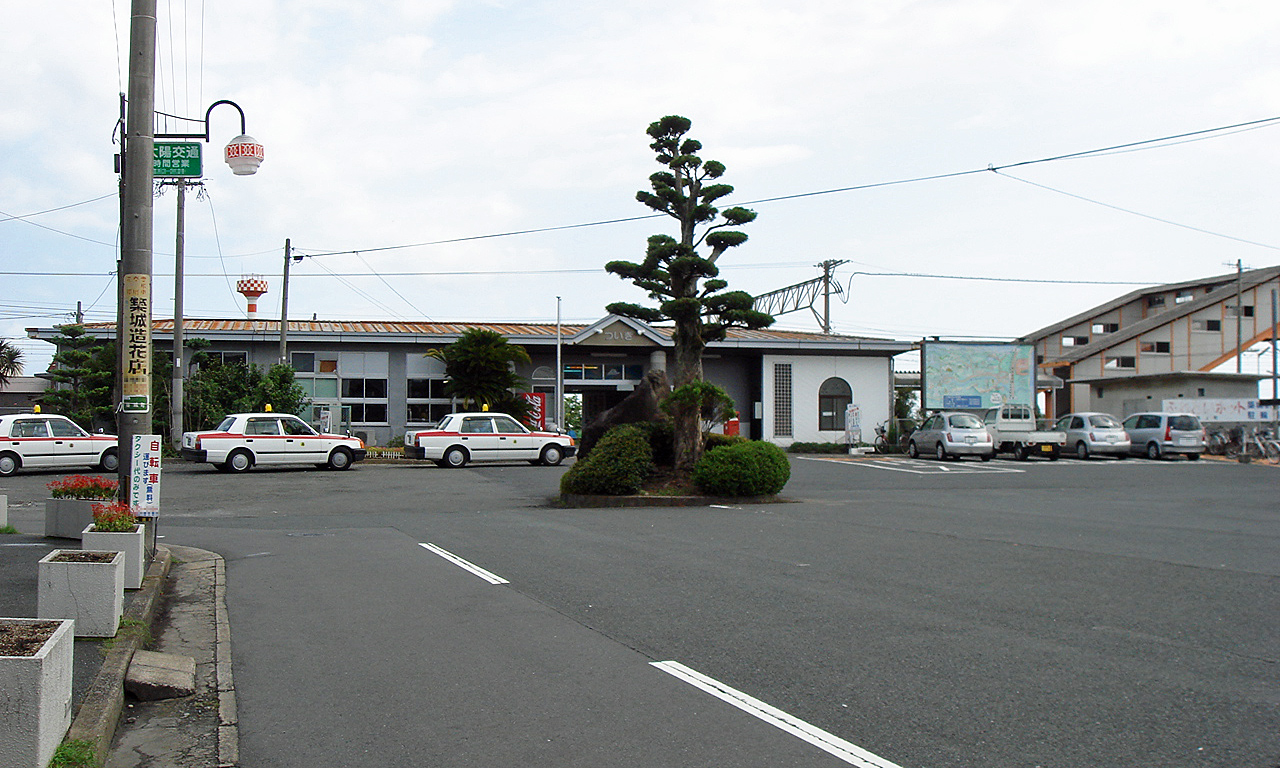
築城駅

日豊本線経由で北九州市小倉駅まで築城駅、椎田駅から普通列車で40～50分、快速列車では30～35分程である。中津駅までは普通列車で15～20分程である。
- 九州旅客鉄道（JR九州）
  - 日豊本線：築城駅 - 椎田駅

### バス
- 太陽交通
  - 築城駅前 - 上寒田
  - 行橋市 - 築上町
  - 築上町 - みやこ町

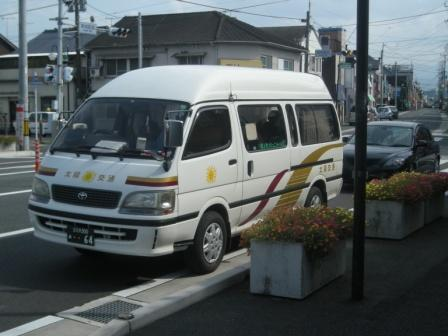
築上町コミュニティバス（2009年8月撮影）

- 2006年11月1日から町内を巡回する築上町コミュニティバスが運行されている（但し、平日・土曜日のみの運行）。

### 道路
町内には国道10号が南北に走っており、北九州方面や中津方面のアクセスも比較的容易である。田川市方面へのアクセスは福岡県道58号を利用する場合が多い。また大分県日田市方面へのアクセスも福岡県道32号を南下し、みやこ町犀川経由で可能だが、鉾立峠～野峠付近では冬季、積雪による路面凍結などでチェーン規制や通行止めになることも多いため、注意が必要である。
椎田道路と直結する東九州自動車道は2014年12月13日に開通し、椎田南ICが設置された。椎田南IC-豊前IC間は2016年4月24日に開通した。

#### 高速道路
高速自動車国道、高速自動車国道に並行する一般国道自動車専用道路
- E10 東九州自動車道（椎田道路の有料区間を含む）
  - （みやこ町） - （4） 築城IC - （5） 椎田IC - （6） 椎田南IC - （豊前市）
- 椎田道路（無料区間）
  - 椎田南IC - （豊前市）

#### 一般国道
- 国道10号

#### 県道
主要地方道
- 福岡県道25号門司行橋線
- 福岡県道32号犀川豊前線
- 福岡県道58号椎田勝山線

一般県道
- 福岡県道209号椎田停車場線
- 福岡県道210号築城停車場線
- 福岡県道231号黒平椎田線
- 福岡県道233号日出野椎田線
- 福岡県道234号求菩堤椎田線
- 福岡県道235号小山田東八田線
- 福岡県道236号東八田宇留津椎田線
- 福岡県道237号寒田下別府線
- 福岡県道238号豊津椎田線
- 福岡県道240号下深野犀川線
- 福岡県道298号上河内有安線

### 主要都市までの距離
- 福岡市　　75km
- 北九州市　35km
- 田川市　　25km
- 行橋市　　10km
- 豊前市　　 8km
- 中津市　　15km

## 名所・旧跡

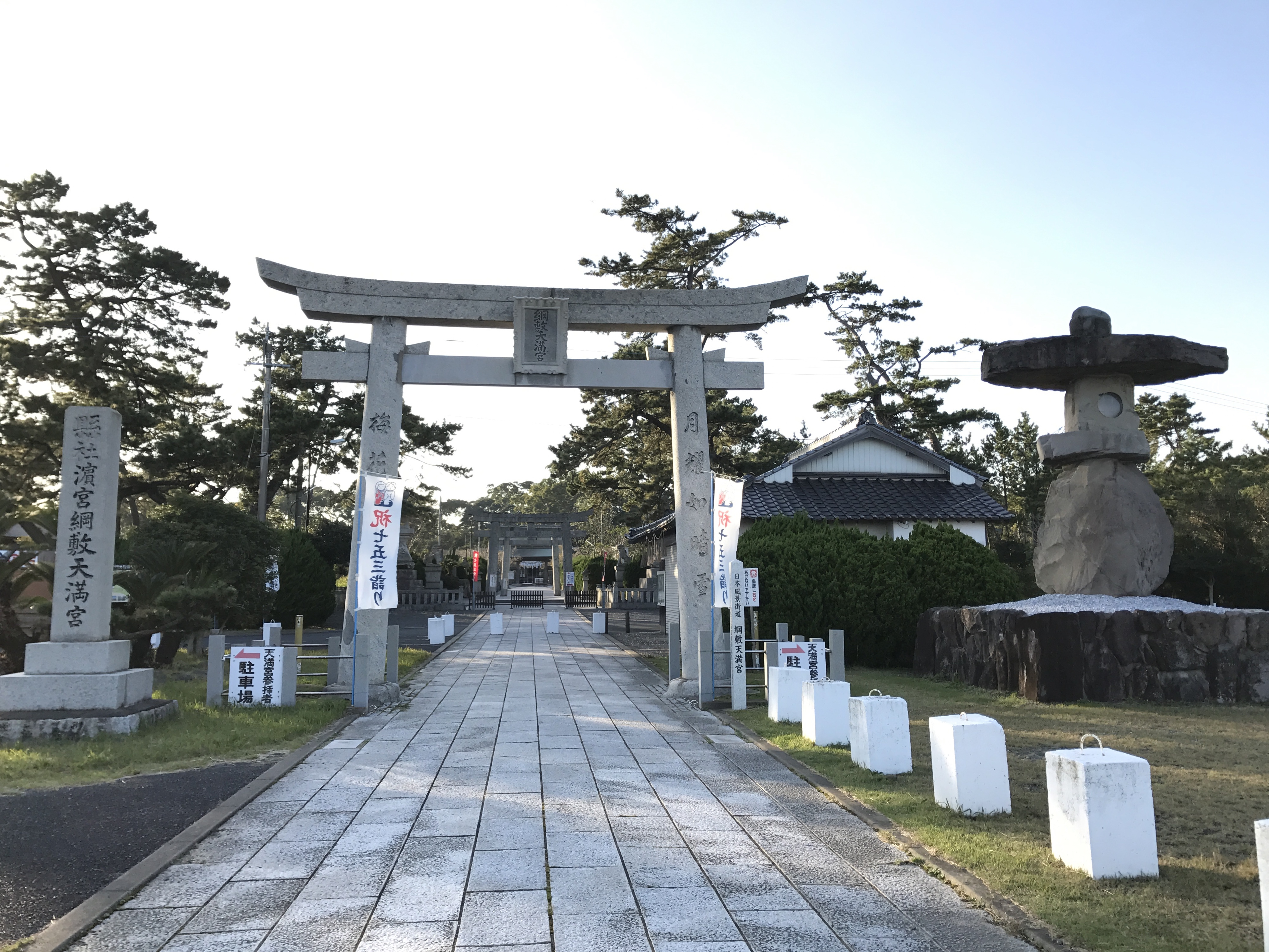
綱敷天満宮の大鳥居

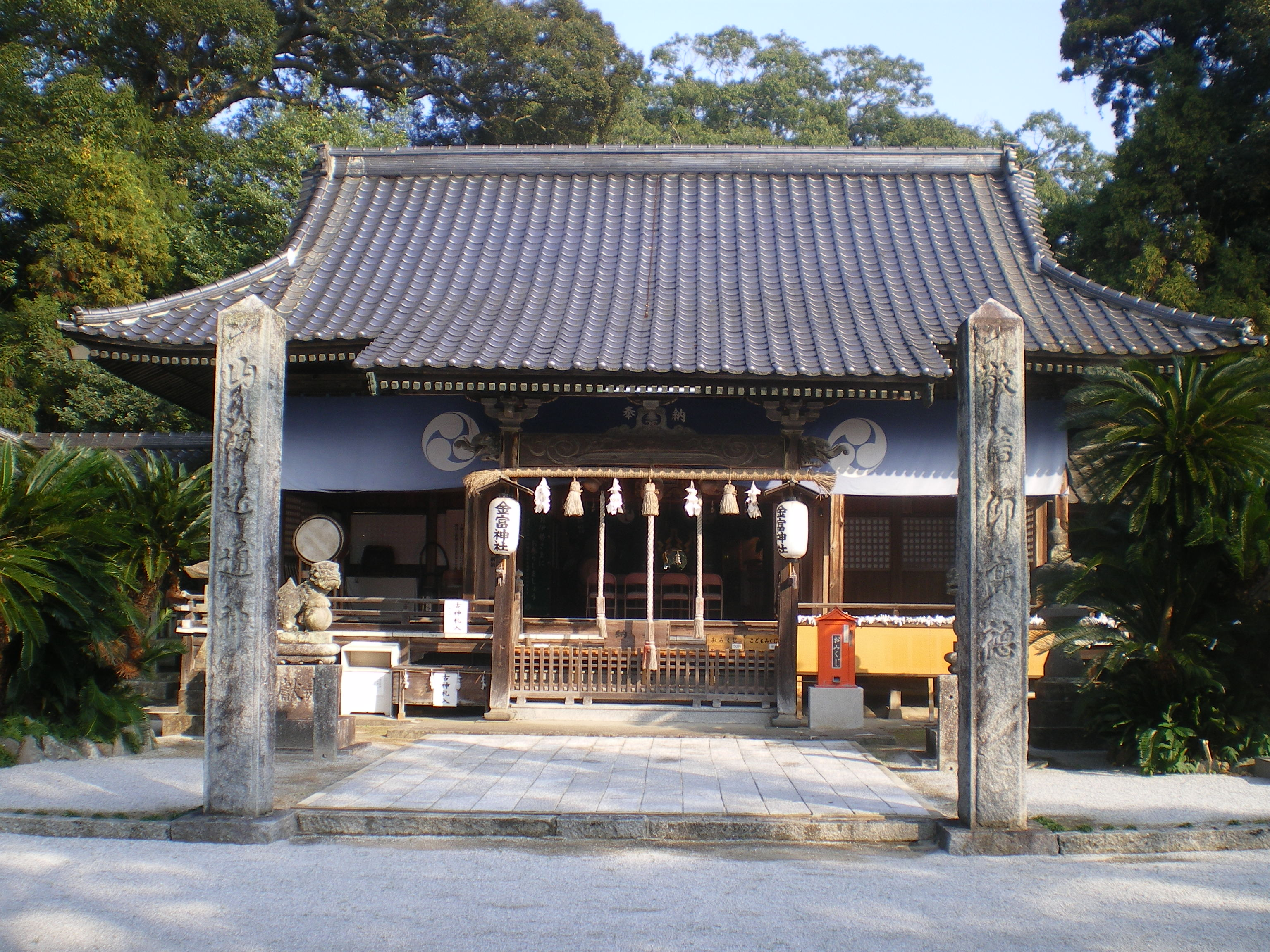
金富八幡神社

- 旧藏内氏庭園（国指定名勝）
- 綱敷天満宮
- 浜の宮海水浴場
- 本庄の大樟
- 真河内の滝
- 船迫窯跡公園
- 築上町物産館　メタセの杜
- 城井乃上城址

## 著名な出身者
- 田中久美（元歌手）
- 琴禮巨樹（元大相撲力士）
- 松山政司（参議院議員）
- 椋本伊三郎（駐ウルグアイ大使）
- 大島康徳（元プロ野球選手）
- 大森美香（脚本家、演出家、映画監督）
- 田添菜穂子（フリーアナウンサー）
- 丸山大輔（ボクサー）
- 松鳳山裕也（元大相撲力士）
- 荒尾聡（オートレース選手）
- 園田匠（競輪選手）
- 富岡盛彦（富岡八幡宮宮司、神社本庁事務総長）
- 綿涙粉緒[4]（小説家、劇画原作者、アニメ原作者）